# Maison Dochain
L’hôtel Le Manoir, installé dans la maison Dochain, est un établissement hôtelier et gastronomique situé dans le centre historique de Marche-en-Famenne, en Belgique (province de Luxembourg). Le bâtiment, classé au patrimoine depuis 1976, est daté de 1616 et constitue l’un des plus anciens édifices de la ville.

## Localisation
L’établissement est situé au no 2 de la rue du Manoir, à l’angle de la rue des Carmes et à proximité des rues Dupont et du Commerce, dans le cœur ancien de Marche-en-Famenne.

## Historique
Quatre ancres de façade datent la maison de 1616 ; cette année correspond à sa reconstruction après l’incendie de 1615. Des éléments antérieurs subsistent dans le soubassement. Le nom « Dochain » vient de la famille d’Ochain, originaire du Condroz liégeois, qui possédait cette demeure et de nombreuses fonctions politiques locales (échevin, prévôt, maïeur).
Au XIXe siècle, plusieurs transformations ont été opérées, dont des modifications de baies en 1878 (petits balcons en fer forgé visibles en façade).
Le bâtiment est connu depuis longtemps sous le nom de « Le Manoir », d’où le nom de la rue actuelle. En 2023, il a été repris et rénové par deux jeunes couples, qui y ont ouvert un hôtel et un restaurant contemporain.

## Description
La bâtisse combine la pierre calcaire (soubassement, encadrements) et la brique (murs principaux). Sa façade principale comporte six travées avec baies vitrées jointives sous linteaux droits. Les étages sont soulignés par des bandeaux horizontaux en pierre.
La façade arrière présente des modifications successives ; les côtés sont plus sobres. Le tout est couvert d’une toiture à quatre pans en ardoise percée de lucarnes.